# Luther Eisenhart
Luther Pfahler Eisenhart (York, 13 de janeiro de 1876 — 28 de outubro de 1965) foi um matemático estadunidense graduado no Gettysburg College. Tornou-se conhecido por suas contribuições significativas sobre a variedade pseudoriemanniana.

## Obras
- Eisenhart, Luther Pfahler. Transformations of Surfaces (2ª edição). 1966 (originally pub. 1923). Nova Iorque: Chelsea. LCCN 62011699[2]
- Eisenhart, Luther Pfahler. Continuous Groups of Transformations. 1961 (org. pub. 1933). Nova Iorque: Dover. LCCN 61003361/L[3]
- Eisenhart, Luther Pfahler. Riemannian Geometry. 1966 (org. pub. 1926). Princeton: Princeton University Press. OCLC 5836010
- Eisenhart, Luther Pfahler (1939). Coordinate Geometry. [S.l.: s.n.]
- Eisenhart, Luther Pfahler (1940). An introduction to differential geometry, with use of the tensor calculus. Princeton: Princeton University Press. LCCN 41003507[4]
- Eisenhart, Luther Pfahler, Non-Riemannian geometry, Nova Iorque, American Mathematical Society, 1927[5]
- Eisenhart, Luther Pfahler, A treatise on the differential geometry of curves and surfaces Boston: Nova Iorque [etc.] Ginn and Company, [c1909].[6]